# Alexander Balthasar
Alexander Balthasar (* 16. August 1961 in Wien) ist ein österreichischer Verwaltungsbeamter und Staatswissenschaftler.

## Leben
Nach dem Abitur am humanistisch-neusprachlichen Gymnasium Leopoldinum Passau (1980) studierte Balthasar Geschichte (Mag. phil.) und Rechtswissenschaften (Dr. iur.) an der Universität Wien (Rudolphina). Er ist seit November 2013 Privatdozent für Verfassungsrecht und Allgemeine Staatslehre an der Karl-Franzens-Universität Graz, war von August 2024 bis Februar 2025 Professor und Ko-Direktor des rektoratsunmittelbaren Instituts für Staatswissenschaft (ISW) an der Sigmund-Freud-Privat Universität Wien, ist seit Juli 2020 Leiter des Instituts für Staats- und Militärrecht an der Landesverteidigungsakademie des Österreichischen Bundesheeres in Wien, ferner derzeit Vizepräsident des Internationalen Instituts für Verwaltungswissenschaften (IIAS; Brüssel) für Westeuropa und Mitglied der Wissenschaftskommission beim österreichischen Bundesministerium für Landesverteidigung (BMLV) sowie der Kommission der Österreichischen Akademie der Wissenschaften für die wissenschaftliche Zusammenarbeit mit Dienststellen des BMLV.
Balthasar begann seine berufliche Laufbahn im  österreichischen Wirtschaftsministerium; weitere Stationen waren u. a.: Verfassungsdienst des österreichischen Bundeskanzleramtes (BKA), Mitglied des unabhängigen Bundesasylsenates sowie des unabhängigen Umweltsenates, Leiter des Instituts für Staatsorganisation und Verwaltungsreform im BKA sowie rechtspolitischer Berater des dortigen Generalsekretärs ebenso wie desjenigen im BMLV; Balthasar war ferner nationaler Experte bei der EU-Agentur für Grundrechte, Mitglied des Gremiums für die Sicherheitsakkreditierung der jetzigen EU-Agentur für
das Weltraumprogramm, Mitglied des Bureau des European Committee on Democracy and Governance (CDDG) des Europarates
sowie Koordinator der Fachgruppe Verwaltungsrecht des European Law Institute (ELI) und hatte bis August 2023 eine mehrjährige Gastprofessur für öffentliches Recht an der Andrássy Universität Budapest (AUB) inne.

## Auszeichnungen und Preise
- Österreichisches Ehrenkreuz für Wissenschaft und Kunst I. Klasse (2021)
- Großes Ehrenzeichen für Verdienste um die Republik Österreich (2010)

## Veröffentlichungen (Auswahl)

### Monographien
- »Wissen« und »Macht« –  Einheit oder Gegensatz?: Zur Sachverhaltsermittlung im Gesetzgebungsverfahren – zugleich eine Lehre vom Recht und vom Rechtsstaat. Jan Sramek Verlag KG, Wien 2024, ISBN 978-3-7097-0371-7.
- Vernachlässigtes Verfassungsrecht. Jan Sramek Verlag KG, Wien 2023, ISBN  978-3-7097-0325-0.
- Corona Rules and Rule of Law – the Austrian Case. Schriftenreihe der Landesverteidigungsakademie Bd. 12/2021, Wien 2022, ISBN 978-3-903359-38-3.
- Absolute Nichtigkeit genereller Normen in der österreichischen Rechtsordnung. Jan Sramek Verlag KG, Wien 2016, ISBN 978-3-7097-0122-5.
- Die Beteiligung im Verwaltungsverfahren. Springer, Wien/New York 2010, ISBN 978-3-7046-6144-9.
- Grenzen und Gefahren des Schutzes der Grundrechte. Fünf Studien. Jan Sramek Verlag KG, Wien 2009, ISBN 978-3-902638-06-9.
- Die österreichische bundesverfassungsrechtliche Grundordnung unter besonderer Berücksichtigung des demokratischen Prinzips. Versuch einer Interpretation. Springer, Wien/New York 2006, ISBN  978-3-7046-5881-4.
- Die unabhängigen Verwaltungssenate. Verwaltungsbehörden und / oder Verwaltungsgerichte?. Manz Verlag, Wien 2000, ISBN 3-214-07962-X.

### Herausgeberschaften
- mit Stephanie Bock: Fragen rund um das Römische Statut des Internationalen Strafgerichtshofes. Jan Sramek Verlag KG, Wien 2025, ISBN 978-3-7097-0387-8.
- Militärrecht. Kurzkommentar mit Normensammlung. Facultas, Wien 2024, ISBN 978-3-7089-2510-3.
- mit Paul Ertl, Günther Fleck und Marcin Lech: Internationale Perspektiven im 21. Jahrhundert – Recht, Politik, Gesellschaft. Jan Sramek Verlag KG, Wien 2022, ISBN 978-3-7097-0292-5.
- mit Attila Vincze: Hundert Jahre österreichisches Bundes-Verfassungsgesetz. Die Perspektive von außen. Jan Sramek Verlag KG, Wien 2021, ISBN 978-3-7097-0259-8.

### Beiträge in Büchern (Auswahl)
- Salus populi suprema lex esto – oder etwa doch nicht?. In: Peter Hilpold, Andreas Raffeiner, Walter Steinmeier (Hrsg.): Rechtsstaatlichkeit, Grundrechte und Solidarität in Österreich und Europa. Festgabe zum 85. Geburtstag von Professor Heinrich Neisser, einem europäischen Humanisten. Facultas, Wien 2021, ISBN 978-3-7089-2069-6.
- The Austrian Perception of the Council of Europe With Particular Regard to Administrative Law. In: Ulrich Stelkens, Agnė Andrijauskaitė (Hrsg.): Pan-European Principles of Administrative Law. Oxford University Press, Oxford 2020, ISBN 978-0-19-886153-9.
- Der ReNEUAL-Musterentwurf aus nationaler Perspektive: Österreich. In: Jens-Peter Schneider, Klaus Rennert, Nikolaus Marsch (Hrsg.): ReNEUAL Musterentwurf für ein EU-Verwaltungsverfahrensrecht. Tagungsband. C.H. Beck, München 2016, ISBN 978-3-406-69999-3.
- Balthasar, Alexander. „Zur Frage nach der Qualität einer demokratischen Entscheidung“. In: Theo Öhlinger, Klaus Poier (Hrsg.): Direkte Demokratie. Böhlau Verlag, Wien-Köln-Graz 2015, ISBN  978-3-205-79665-7.
- Baustelle Bundespräsident: Legistischer Reformbedarf rund um das Amt des Bundespräsidenten, in: Franz Matscher / Peter Pernthaler / Andreas Raffeiner (Hrsg.), Ein Leben für Recht und Gerechtigkeit. Festschrift für Hans R. Klecatsky zum 90. Geburtstag. NWV – Neuer Wiss. Verl., Wien 2010, ISBN 978-3-7083-0705-3.